# محاصره زادار
محاصره زادار یا محاصره زارا (کرواتی: Opsada Zadra، مجاری: Zára ostroma؛ ۱۰–۲۴ نوامبر ۱۲۰۲)، اولین اقدام اصلی و جدی طی جنگ صلیبی چهارم و نخستین حمله شهری کاتولیک و تحت حمایت پاپ توسط صلیبیون کاتولیک بود. پس از شکست پادشاهی اورشلیم در برابر صلاح الدین ایوبی و ناکامی جنگ صلیبی سوم برای بازپس‌گیری شهر اورشلیم، اشتیاق اندکی در اروپاییان برای یک جنگ دیگر باقی مانده بود. اما نهایتاً، بارون‌های فرانسوی پذیرفتند، که در یک جنگ صلیبی دیگر شرکت کنند. صلیبیون برای این منظور، راه دریایی از طریق مدیترانه را برگزیدند. برای تأمین کشتی‌های مورد نیاز با انریکو داندولو، حاکم جمهوری ونیز، قرارداد بستند. داندولو کشتی‌ها را فراهم کرد، اما صلیبیان قادر به پرداخت هزینه‌های هنگفت آن نبودند؛ لذا داندولو از آن‌ها خواست که در عوض بدهی‌شان با حمله به شهر بندری زادار آن را تحت اطاعت جمهوری ونیز درآورند تا بار دیگر این جمهوری بر دریای آدریاتیک مسلط شود. در این زمان زادار تحت کنترل پادشاهی مجارستان و پادشاه آن ایمره بود که پس از سال‌ها کشمکش میان مجارستان و ونیز، سرانجام با شورش اهالی شهر، در سال ۱۱۸۳ تحت حاکمیت پادشاهی مجارستان درآمده بود. با وجود تهدید به تکفیر صلیبیون و ونیزی‌ها از جانب پاپ، صلیبیون به همراه نیروهای ونیز در نوامبر ۱۲۰۲ شهر را محاصره و پس از دو هفته، شهر را تسخیر و تاراج کردند. پس از غارت شهر، ونیز بار دیگر کنترل این شهر را در دست گرفت. پس از حمله به زادار و غارت آن، صلیبیون دوباره متوجه شدند که از عهده بازپرداخت اجاره کشتی‌های داندولو برنمی‌آیند. در همین اثنا آلکسیوس چهارم، شاهزاده تبعیدی بیزانسی، از صلیبیون درخواست کرد، که در ازای بازپس‌گیری امپراتوری، بدهی جمهوری ونیز را بپردازد. به همین دلیل رهبران صلیبی تصمیم‌گرفتند تا به قسطنطنیه بروند.

## پیش‌زمینه

### شرایط جمهوری ونیز

نقشه جمهوری ونیز در سال ۱۰۰۰ میلادی

پس از سقوط امپراتوری روم غربی به دست اقوام مهاجر در قرن ۵ میلادی، افراد بازمانده از امپراتوری روم از شهر رم فرار کردند و عازم شمال شدند و توانستند کنترل شهرهای مهمی همچون ونیز و پیزا را در دست بگیرند و دولت‌شهری مستقل از امپراتوری روم شرقی که جایگزین روم غربی در منطقه شده بود، تشکیل دهند. جمهوری ونیز در نخستین گام توانست با کمک نجبای رومی، جمهوری خود را تشکیل دهد که در راس دوک قرار داشت که توسط شورای بزرگ ونیز انتخاب می‌شد و نوع حکومت، از نوع الیگارشی نجبا و تجار بود. این جمهوری تازه‌تأسیس به واسطه موقعیت منطقه‌ای و جغرافیایی خود ــ به صورت جزیره‌ای در کنار دریای آدریاتیک ــ توانست طی سده‌های ابتدایی قرون وسطی، تبدیل به یک قدرت بزرگ دریایی و تجاری در جنوب اروپا و مانعی بر سر ادامه فتوحات مسلمانان در شمال دریای مدیترانه شود.
طی قرون وسطای میانه، ونیز به واسطه گسترش نفوذ دریایی و تجاری خود در مدیترانه که فضایی میان مسلمانان با اروپاییان بود، توانست ثروت عظیمی به‌دست آورد، اما این جمهوری در جنگ و برخورد با نورمن‌های مستقر در جنوب ایتالیا شکست خورد، تا نتواند حوزه تجاری خود را به غرب مدیترانه برساند. با این حال، با آغاز جنگ‌های صلیبی در سال ۱۰۹۶ میلادی، ونیز از همان ابتدا درگیر این واقعه بزرگ شد و نیروهای دریایی ونیز در تسخیر شهرهای ساحلی فلسطین و شام توسط صلیبیون تأثیرگذار بود و پس از جنگ صلیبی اول نیز، ونیز کمک‌های نظامی و تجاری خود را به پادشاهان صلیبی مستقر اراضی مقدس ادامه داد، که شاخص‌ترین آن جنگ صلیبی ونیزی از ۱۱۲۲ تا ۱۱۲۴ میلادی بود. این رویه سبب شد تا این جمهوری طی قراردادی با بیزانس در دوران ایزاک دوم، علاوه بر مفاد تجاری، زائران و نیروهای امپراتوری را به اراضی مقدس برساند. اما در سال ۱۱۸۲، پس از کشتار کاتولیک‌های مستقر در امپراتوری بیزانس توسط آندرونیکوس یکم و تیره شدن روابط امپراتوری با دستگاه پاپ، توافق بین ونیز با بیزانس برای جابه‌جا زائران و نیروها لغو شد. بعد از این اتفاقات بود که امپراتور بیزانس به واسطه تحریک اطرافیان در باب قدرت روزافزون ونیز در مدیترانه، دست به زندانی کردن اتباع و نیروهای مستقر ونیز در قلمرو خود کرد، تا خشم ونیز بیش از پیش برانگیخته شود. پس از کشتار کاتولیک‌ها و ونیزی‌ها توسط بیزانس، شهر زادار که از توابع ونیز محسوب می‌شد، تحت حمایت دستگاه پاپ و پادشاه مجارستان، ایمره، علیه جمهوری شورید و خود را جزئی از قلمرو پادشاهی مجارستان اعلان کرد.
دوک ونیز، انریکو داندولو کهن‌سال، که سال‌ها سفیر ونیز در قسطنطنیه بود، در سال ۱۱۹۲، در جمهوری ونیز به قدرت رسید؛ ولی اندکی پس از آن و در سال ۱۱۹۳، نتوانست قراردادهای تجاری که در عهد ایزاک بسته شده بود، دوباره در زمان الکسیوس سوم تجدید کند؛ بدین ترتیب، نفرت ونیز علیه دولت بیزاس بار دیگر برافروخته شد. از این رو وی سخت آماده نبرد علیه دولت بیزانس شده بود، اما حضور نمایندگان صلیبی در ونیز برای توافق جهت حرکت به سمت مصر و اراضی مقدس، تلاش وی برای جنگ و شکست بیزانس را به تعویق انداخت.

### شرایط پادشاهی مجارستان

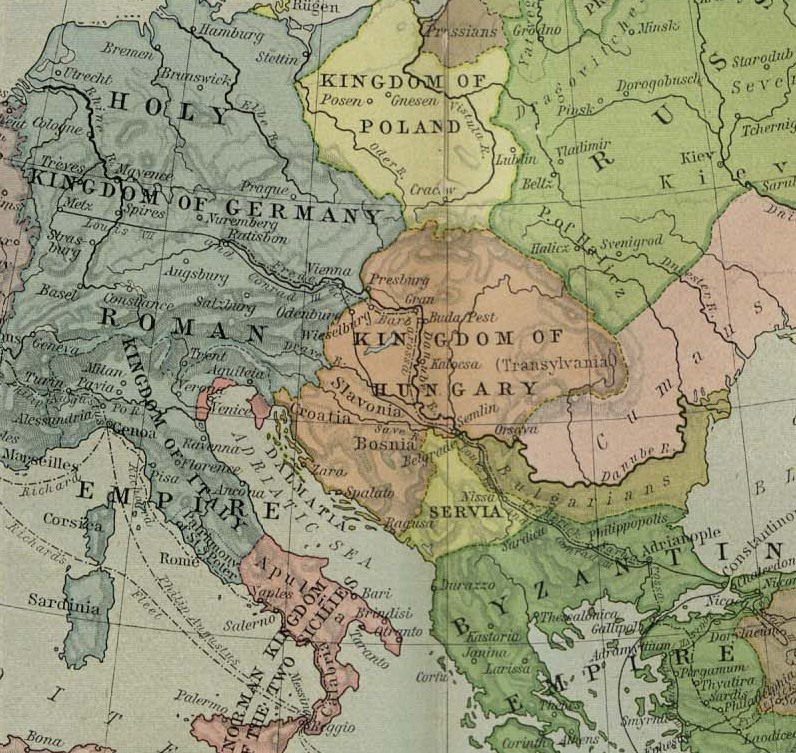
پادشاهی مجارستان در دوره بلای سوم

مجارهای یا مجیارها اقوامی از آسیای غربی بودند و زمانی که امپراتوران بیزانس آنها را برای حمله به بلغارها که برای امپراتوری بیزانس مشکل‌ساز شده بودند، تشویق می‌کردند. بلغارهای نیز به‌نوبهٔ خود قومی موسوم به پچنگ را واداشتند تا به مجارها حمله کنند. آرپاد نخستین رهبری بود که توانست از طریق پیمان خونی تمامی قبایل مجارها را متحد کند و ملت مجارستان را تشکیل دهد. با اتحاد میان بلغار و پنچگ‌ها، مجارهای به علت فشار آنها در اواخر قرن ۹ میلادی در جهت غرب رو به اروپای شرقی و مرکزی نهادند و توانستند با رهبری تمامی حوزه جلگه پانونی را مسخر و در ادمه در آنجا مستقر شوند و از آنجا به تاخت و تاز به داخل آلمان، فرانسه و حتی ایتالیا، خاصه در میان سال‌های ۸۹۸–۹۲۰ بپردازند.
اولین حکومت مجارها در حدود ۸۹۵ میلادی در همان مناطقی که مسخر کردند، شکل گرفت و جمعیت و قدرت نظامی آنها باعث شد که قدرت و نیروی لازم برای هجوم به سایر مناطق اروپا از جمله فرانسه، ایتالیا و اسپانیا را نیز دارا باشند. اما شکست مجارها در نبرد لشفلد از پادشاهی آلمان در سال ۹۵۵ میلادی به هجوم این قوم به اروپای غربی پایانی داد. با این حال این قوم به هجوم خود به قلمروی امپراتوری بیزانس تا سال ۹۷۰ ادامه داد تا اینکه پیوندهای میان قبایل مجار تضعیف شد و در نتیجه قدرت تهاجمی این قوم کاسته شد. گیزا، شاهزاده اعظم مجارها و از نوادگان آرپاد، که بر بخشی از قلمروی متحد مجارها (۷ قبیله) حکومت می‌کرد، درصدد بازسازی قدرت سیاسی و ساختار اجتماعی مجارها طبق الگوهای اروپای غربی، مجارستان را وارد جامعه اروپای غربی بکند. گیزا با جانشین اعلان‌کردن پسر خود (ایشتوان) خاندان جدید را تأسیس کرد که این برخلاف سنت‌های پیشین مجارهای بود که طبق آن پیرترین عضو خانواده به مسند قدرت می‌رسید. با رسمی‌شدن این کار، شاهزاده کوپانی که سنت پیشین مجارها باید به قدرت می‌رسید، پس از مرگ گیزا، به همراه اهالی ترنس‌دانوبیا شورشی را به هدف بازگرفتن حق خود آغاز کرد اما در ایشتوان که در این زمان به قدرت رسیده بود، شورش وی را سرکوب کرد و شاهزاده کوپانی را اعدام نمود.
با سرکوب کوپانی، ایشتوان که تاکنون شاهزاده بزرگ مجارها بود، سیاست پدر خود برای پیدا کردن شیوه‌های اروپای غربی ادامه داد؛ ایشتوان بین سال‌های ۹۸۵–۹۸۹ تعمید یافت و در حدود ۹۹۵ با گیزلا، شاهزادهٔ بایرن و دختر هاینریش دوم، امپراتور مقدس روم ازدواج کرد. او سرزمین‌های زیر فرمان مجارها را تا سراسر شرقی حوضه پانونی گسترد، و با پیاده‌کردن ساختارهای فئودالی اروپای غربی ــ که می‌توان به زبان، ساختار نظامی و … ــ پادشاهی مجارستان را بنیاد نهاد و مسیحیت را دین رسمی قرار داد و در نهایت توسط پاپ گرگوری هفتم در ۲۰ اوت ۱۰۸۳ تقدیس شد و به عنوان ایشتوان مقدس شناخته شد. با رخ دادن انشقاق کبیر میان کلیسای شرق و غرب در سال ۱۰۵۴، مجارستان خود را به عنوان شرقی‌ترین سنگر تمدن غرب در نظر گرفت و خود را تابع کلیسای غرب و رم اعلان کرد. کلیسای کاتولیک در زمان این پادشاه نیز در کنار شوالیه‌های آلمانی پشتیبان این پادشاه و هواخواهان مسیحیش بودند و هدفشان هم ایجاد یک دولت مقتدر در اروپای مرکزی بود.
با مرگ ایشتوان یکم مجارستان دچار آشفتگی شد و در این میان امپراتوری مقدس روم کوشید تا مجارستان را به سرزمین‌های زیر فرمان خود بیفزاید، ولی در رسیدن به این خواسته ناکام ماند. تا سرانجام نوبت پادشاهی به بلای یکم رسید و مجارستان دوباره شاهد آرامش شد. سلسله و خاندان آرپاد طی قرن ۱۱ و ۱۲ میلادی قدرت خود را بسط داد. دومین شاه بزرگ مجارستان لاسلوی یکم بود. این شاه نیز از سوی کلیسای کاتولیک به مقام قدیسی رسیده‌است. او مجارستان را نیرومند و باثبات ساخت و توانست تا در ۱۰۹۱ میلادی کرواسی را به سرزمین‌های تحت فرمانش بیفزاید. او با کومان‌ها نیز جنگید و آنان را شکست‌داد. بلای سوم نیز از پادشاه بزرگ این خاندان این سلسله بود که حتی میزان درآمد و خزانه این پادشاهی در زمان وی از فرانسه و انگلستان بیشتر بود. در سال ۱۱۹۵، بلای قلمروی پادشاهی مجارستان به سمت جنوب و غرب به بوسنی و حوزه دالماتی بسط داد و توانست بر صربستان مسلط شود که این اتفاق سبب شد که بیزانس قدرت و نفوذ خود را در حوزه بالکان از دست بدهد و زمینهٔ برخورد این پادشاهی با جمهوری‌های ایتالیا بر سر تسلط بر دریای آدریاتیک فراهم شود.

## جنگ جدید صلیبی

### ناکامی جنگ صلیبی سوم
در سال ۱۰۹۹، پس از تسخیر شهر اورشلیم و غارت آن در جریان نخستین جنگ صلیبی، پادشاهی اورشلیم برپا گشت. صلاح‌الدین، سلطان ایوبی، توانست تا سال ۱۱۸۷ میلادی، قسمت اعظمی از پادشاهی اورشلیم از جمله شهر اورشلیم را تسخیر کند. صلاح‌الدین که علاوه بر حکومت بر مصر و شام، رهبری جهاد علیه صلیبیون را بر عهده داشت، با فتح مجدد اورشلیم، دوباره ترسی در میان حکومت‌های کاتولیک اروپایی انداخت. بنابراین، با فتوحات گسترده صلاح‌الدین در منطقه فلسطین، قلمرو دولت‌های صلیبی به سه قلمرو صور، کنت‌نشین طرابلس و شاهزاده‌نشین انطاکیه در ساحل دریای مدیترانه محدود شد. در جریان جنگ صلیبی سوم (۱۱۹۲ تا ۱۱۸۹) قسمت بزرگی از سرزمین‌های پادشاهی اورشلیم از جمله شهرهای کلیدی عکا و یافا به دست صلیبیون بازپس گرفته شد، ولی آن‌ها در تسخیر دوبارهٔ اورشلیم ناکام ماندند.
در سال ۱۱۹۵، هاینریش ششم، امپراتور مقدس روم، جنگ صلیبی تازه‌ای را آغاز کرد و در تابستان ۱۱۹۷ شمار زیادی از شوالیه‌ها و اشراف آلمانی به رهبری دو اسقف اعظم، ۹ اسقف و پنج دوک از راه دریا به سوی فلسطین به حرکت کردند. پس از رسیدن به سواحل شرقی مدیترانه، آن‌ها صیدا و بیروت را تسخیر کردند، اما در طول مسیر و با رسیدن خبر درگذشت هاینریش در مسینا، شماری از اشراف و روحانیون به اروپا بازگشتند. بقیهٔ سپاهیان باقی مانده نیز پس از مدتی بسوی کشتی‌هایشان در صور گریختند.

### فراخوان جنگ صلیبی
پاپ اینوسنت سوم (دوره پاپی:۱۱۹۸–۱۲۱۶)، مدت کوتاه پس از انتصابش، فراخوان جدیدی برای جنگ صلیبی را اعلام کرد. اینوسنت که توانسته بود قدرت و نفوذ کلیسای لاتین را وسعت بخشد، درصدد بازپس‌گیری و کنترل مجدد سرزمین فلسطین به‌خصوص شهر اورشلیم بود. او معتقد بود که تمام جهان مسیحیت باید در رسیدن به این هدف بسیج شوند؛ بنابراین، دستور داد تا تمام افراد آماده جنگ شوند و در تمام کلیساها به جمع‌آوری اعانه اقدام کنند.
با وجود اختلافات موجود میان پادشاهان فرانسه و انگلستان، جنگ صلیبی جدید، با اقدامات دو نفر امکان تحقق یافت. نخستین فرد، واعظی با نفوذ به نام فولک نِیولی بود، که در اطراف فرانسه مردم را به جهاد علیه مسلمانان تشویق می‌کرد؛ و دیگری، نجیب‌زاده‌ای به نام تئوبالد سوم شامپانی، بردار هانری شامپانی بود. هانری شامپانی پس از مرگ کنراد مونفروایی در سال ۱۱۹۲، تا پایان عمر خود یعنی سال ۱۱۹۷، بر پادشاهی اورشلیم حکم می‌راند. وی که همچون بردار خود، شوالیهٔ قابلی بود، طی مراسمی اعلام کرد که از این زمان شمشیر خود را برای خدمت به خدا خواهد کشید. بدین ترتیب عدهٔ زیادی از حاضران همچون لویی کنت بلوا نیز از وی تبعیت کردند و سوگند صلیبی یاد کردند.
در فوریه سال ۱۲۰۰، بالدوین کنت فلاندرز و همسرش ماری، صلیب برگرفتند و سایر نجیب‌زادگان فلاندرز به او پیوستند. هرچند تئوبالد، لویی و بالدوین پادشاه نبودند، اما هر سه از قدرتمندترین لردهای فرانسه بودند؛ و علاوه بر آن، هر سه جوان و مشتاق بودند که کار ریچارد در شرق را به پایان برسانند.
اوایل سال ۱۲۰۰، شورایی از بارونهای سرشناس صلیبی در سواسون تشکیل شد. در این شورا جدول زمانی و اهداف جنگ صلیبی جدید مورد بحث قرار گرفت. در همان جلسه، آن‌ها موافقت کردند که راه زمینی در امپراتوری بیزانس را در پیش نگیرند و در عوض مانند ریچارد و فیلیپ، راه دریا را طی کنند. برخلاف ریچارد، پادشاه انگلستان، هیچ‌کدام از این لردهای فئودال صاحب ناوگان بزرگی نبودند؛ بنابراین تصمیم گرفتند با یکی از بندرهای کشتیرانی، برای دریافت کشتی قرارداد ببندند؛ بنابراین کمیته‌ای برای تهیه کشتی با اختیار تام مأمور شد تا به بهترین بندرها سفر کند و هر برنامه‌ای را که عاقلانه و سنجیده می‌دانست، را دنبال کند.

### عهدنامه ونیز
پس از عزیمت نمایندگان، آن‌ها سرانجام جمهوری ونیز را انتخاب کردند، زیرا آگاه بودند که این جمهوری سابقهٔ دیرینه‌ای در ارتباط با جنگ‌های صلیبی و منابع کافی جهت تأمین ناوگانی بزرگ برای جنگ در اختیار دارد. طی زمستان ۱۲۰۰–۱۲۰۱، نمایندگان از کوه‌های آلپ گذشتند و راه خود را به سمت ونیز پیش گرفتند. در این زمان جمهوری ونیز توسط انریکو داندولو که بسیار پیر و نابینا بود، کنترل می‌شد. با ورود نمایندگان، مذاکرات بین طرفین آغاز شد. آن‌ها از انریکو درخواست کردند، که به سرزمین مسیح (فلسطین) به دیدهٔ شفقت بنگرد و آن‌ها را در این کار مقدس یاری کند. نمایندگان در ادامه، تصمیم خود مبنی بر صلیب گرفتن و دنبال کردن راهکار نظامی ریچارد برای حمله به مصر، قبل از فتح اورشلیم، را با انریکو در میان گذاشتند. اما مقصد جنگ صلیبی باید از همگان مخفی می‌ماند زیرا بارون‌ها بیم داشتند که سربازان عادی با آن مخالفت کنند. داندلو موافقت خود را اعلام کرد و قول داد هرچه در توان دارد انجام دهد، تا رضایت مردم ونیز را برای اهداف آن‌ها جلب کند.
بعد از مدتی مذاکره، سرانجام جمهوری ونیز موافقت کرد که به مدت یک سال تأمین آذوقه و کشتی کافی برای حمل و نقل چهار هزار و پانصد شوالیه و اسب‌های آن‌ها، نه هزار خدمتکار شوالیه و بیست و دو هزار سرباز پیاده‌نظام را در قبال دریافت هشتاد و پنج هزار مارک کلون به عهده بگیرد. به علاوه، ونیزی‌ها توافق کردند که پنجاه کشتی جنگی سرنشین‌دار را به رایگان در اختیار صلیبی‌ها بگذارند، مشروط بر اینکه در غنائم به‌طور مساوی سهیم شوند. طبق قرار، ناوگان ۲۹ ژوئن ۱۲۰۲، حرکت می‌کرد. نمایندگان نیز با شوق قرارداد را امضا کردند و پاپ نیز در ادامه آن را تصدیق کرد. در همین اثناء، تئوبالد سوم شامپانی بیمار شد و پس از مدتی درگذشت، تا صلیبیون رهبری نیروهای صلیبی را به بونیفاس مونفروا، برادر کنراد مونفروا (پادشاه سابق اورشلیم که توسط نزاریان به قتل رسیده بود)، بسپارند.

### پس از عهدنامه ونیز
پس از امضا شدن عهدنامه میان نمایندگان رهبران صلیبی و انریکو داندولو، بسیاری از نیروهای صلیبی به این قرارداد بدبین بودند زیرا با توجه به مفاد قرارداد، آن را نوعی واگذاری رهبری صلیبیون به ونیزی‌ها می‌دیدند که ونیزی‌ها از آن برای استفاده برای مقاصد خود استفاده می‌کردند؛ بنابراین افرادی همچون اسقف آتون و رینالد دامپیری، قراردادهای جداگانه‌ای با بندرهای دیگر بستند و خود از طریق از بندرهایی نظیر بندر مارسی عازم عکا شدند. همچنین در میان نیروها، گروهی بودند که با حمله به مصر موافق نبودند زیرا این افراد به دلیل حرکت به سمت اراضی مقدس و بازپس‌گیری اورشلیم، صلیب برداشته بودند. ونیزی‌ها که همزمان با بسته شدن عهدنامه با صلیبیون، مشغول مذاکره با سلطان ایوبی، العادل بودند و توافق کرده بودند که در ازای به‌دست گرفتن تجارت دریایی مصر با اروپا، صلیبیون را در جنگ با مصر همراهی نکنند و حتی آن‌ها را از این کار منصرف کنند، بر این نارضایتی بین نیروهای صلیبی برای حمله به مصر دامن زدند و توانستند با توجه به مفاد عهدنامه ونیز، صلیبیون از حمله به مصر منصرف و آن‌ها را به سمت خواسته‌های خود سوق دهند.

## تغییر مسیر صلیبیون

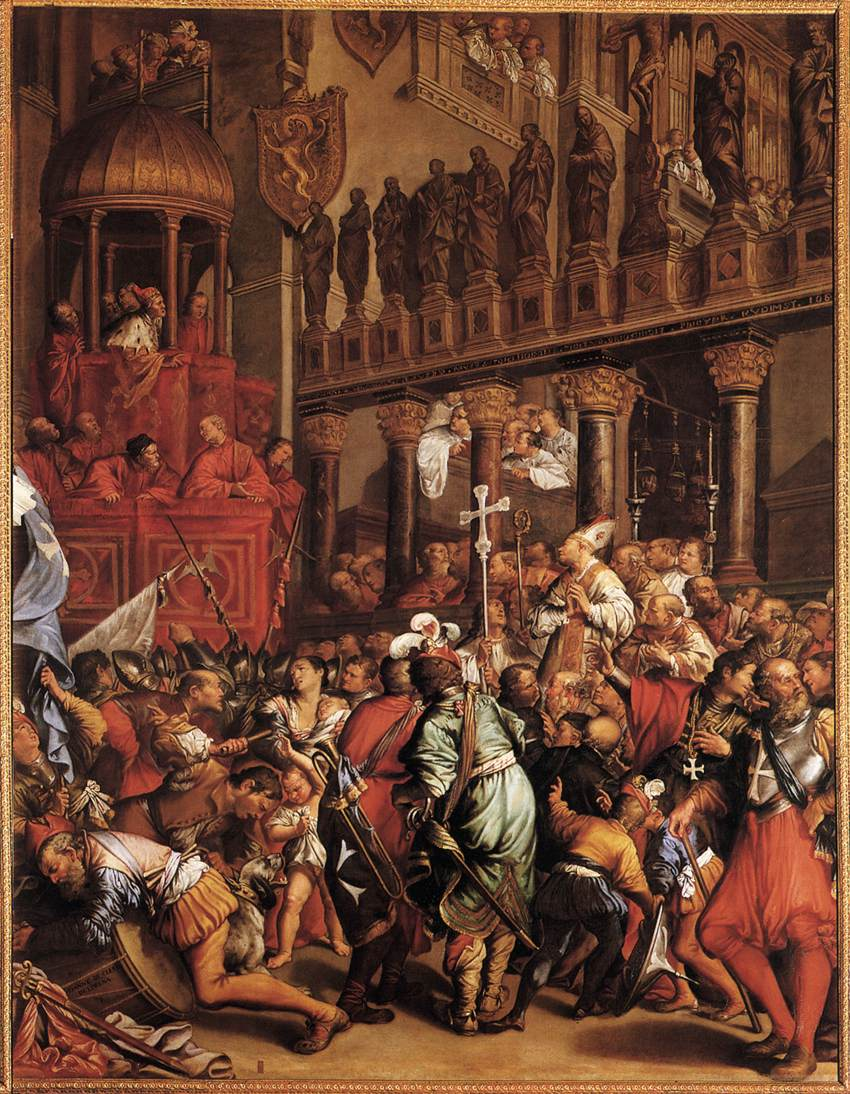
سخنرانی انریکو داندلو برای صلیبیون در ونیز

با بسته شدن قرارداد، صلیبیون خود را آماده حرکت به سمت سواحل شرقی مدیترانه کردند. ابتدا ونیزی‌ها تمام نیروهای خود را برای جنگ آماده و تمام فعالیت‌های بازرگانی خود را متوقف کردند و تمام کشتی‌های بازرگانی را تحت فشار به خدمت صلیبیون درآوردند. به‌علاوه، کشتی‌های زیادی ساخته شد و انبارهای آذوقه، توسط ونیزی‌ها برای نیروهای صلیبی تأمین شد. ونیزی‌ها با تمام مشقت‌های موجود، وظیفهٔ خود را به پایان رساندند و بدین ترتیب، بزرگترین ناوگان از عهد روم باستان به این طرف در اروپا، آماده حمل نیروهای جنگ چهارم صلیبی در طول مدیترانه به مصر شد.
اما صلیبیون نتوانستند همانند ونیزی‌ها به تعهدات خود پایبند باشند. طبق قرارداد صلیبیون باید تا آوریل سال ۱۲۰۲، در قبال تحویل ناوگان، مبلغی را در چهار قسط به ونیزی‌ها پرداخت می‌کردند. اما وقتی ژوئن همان سال اولین گروه صلیبی وارد ونیز شد، فقط بخش اندکی از مبلغ یاد شده را پرداخت کردند. وانگهی، اگرچه قرار بود ناوگان ۲۹ ژوئن حرکت کند، تنها گروهی از صلیبیون در آن تاریخ به ونیز آمدند. حتی نمایندگان پاپ تا ۲۲ ژوئیه در ونیز حاضر نشدند. این‌چنین مشخص شد که صلیبیون دچار مشکل شده‌اند.
با حضور تقریباً یک سوم نیروهای پیش‌بینی شده، ۱۱ هزار نفر، تنها یک سوم هزینهٔ مورد نظر جمع‌آوری شد. انریکو داندولو نمی‌توانست از هزینهٔ ناوگان خود چشم بپوشد، زیرا منجر به خسارت مالی هنگفت و زیانباری به ونیزی‌ها می‌شد و از آنجایی که ونیز، جمهوری بود، داندلو نمی‌توانست بدهی صلیبیون را از طریق مالیات شهروندان خود تأمین کند.
بدین ترتیب صلیبیون در لیدو، جزیره‌ای بایر در نزدیکی ونیز، اردو زدند و هفته‌های سختی را پشت سر گذاشتند و منتظر تأمین مبلغ لازم برای حرکت به سمت اراضی مقدس بودند. این‌چنین اعتراض‌ها برانگیخته شد اما در ماه اوت، داندلو با رهبران صلیبیون ملاقات کرد. وی طی این ملاقات خاطرنشان ساخت که ونیزی‌ها به تعهدات خود عمل کردند و تا کنون شکیبایی به خرج داده‌اند و خواستار پرداخت بدهی‌های صلیبیون شد. رهبران صلیبی که با انریکو داندلو موافق بودند، طی پیامی به قشون خود، از آن‌ها خواستند که مابقی پول مورد نیاز را جمع‌آوری کنند، اما با وجود تلاش صلیبیون، مبلغ مورد نظر جمع‌آوری نشد، تا اوضاع آشفته‌تر از گذشته شود.

## پیش از نبرد

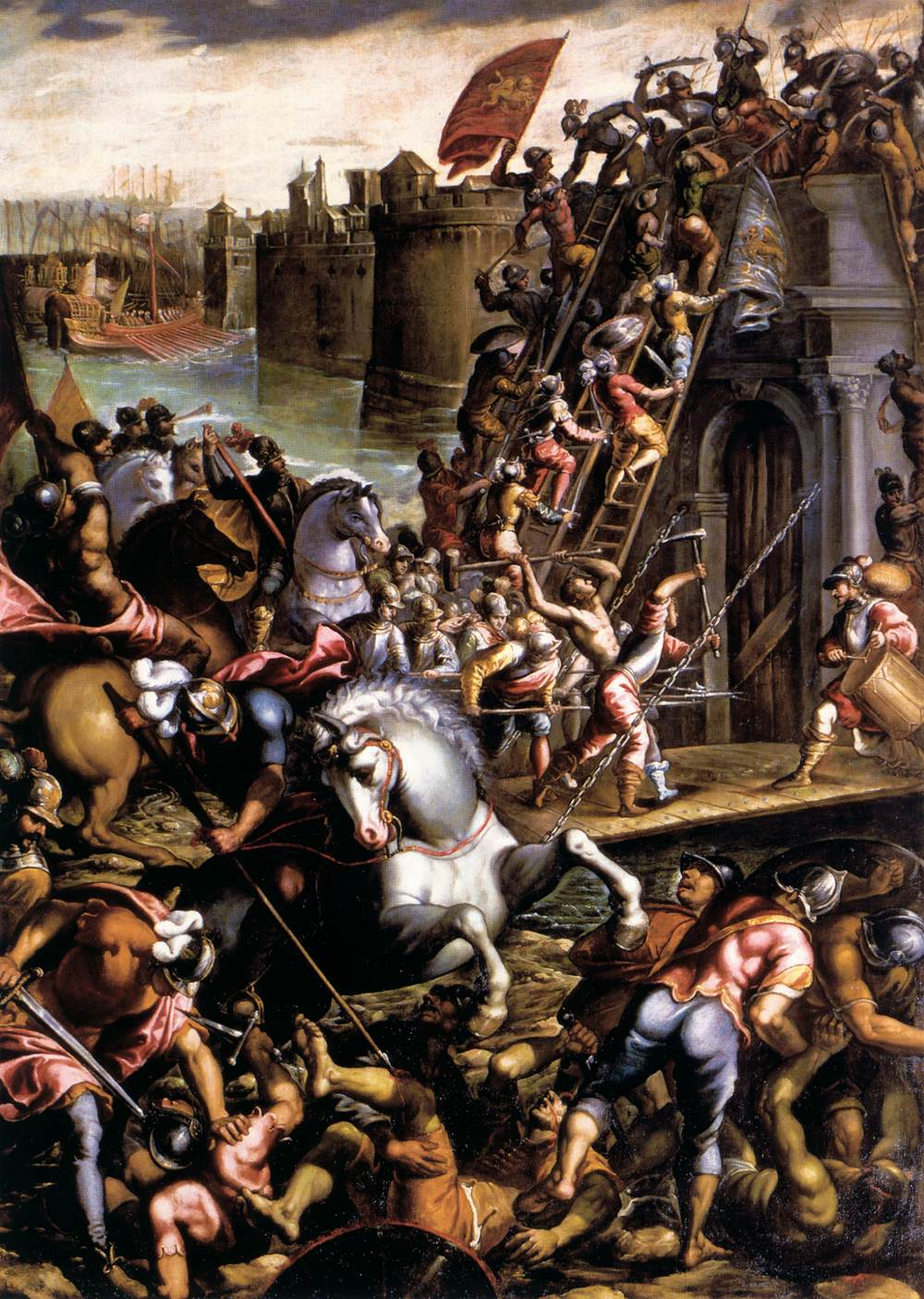
فتح شهر زادار توسط صلیبیون

داندلو ملاقاتی با شورای کنت‌ها ترتیب داد تا اوضاع وحشتناک موجود را مورد بحث قرار دهند. صلیبیون که تمام دارایی خود را داده بودند، دیگر توانایی پرداخت مابقی بدهی را نداشتند؛ بنابراین شورا راه‌حل دیگری را پیشنهاد کرد. در این زمان، شهر زادار که بر سواحل دالماسی قرار داشت، علیه دولت ونیز طغیان کرده بود و تلاش ونیزی‌ها برای بازپس‌گیری شهر نیز بی‌فایده بود. اگر صلیبیون به ونیزی‌ها کمک می‌کردند تا زادار را دوباره تحت انقیاد درآورند، ونیزی‌ها نیز پرداخت بدهی صلیبیون را به تعویق می‌انداختند، تا بعداً بتوانند آن را از راه غنائم جنگی تأمین کنند. به این ترتیب صلیبیون می‌توانستند زمستان را در زادار سر کنند و بهار به طرف مصر حرکت کنند.
رهبران صلیبی پیشنهاد ونیزی‌ها را به شور گذاشتند. با اینکه بازگرداندن زادار به وضع تحت تسلط ونیز حرکتی قابل قبول بود، اما عوامل مشکل‌ساز دیگری در کار بود. زادار در این زمان تحت کنترل پادشاه مجارستان، ایمره (۱۱۹۶–۱۲۰۴)، بود که خود در سال ۱۲۰۰ صلیب برگرفته بود؛ بنابراین صلیبیون نگران ریختن خون مسیحیان توسط هم‌کیشان خود بودند.
رهبران صلیبی با احساسات ضد و نقیض بالاخره پیشنهاد ونیزی‌ها را پذیرفتند؛ زیرا هر راه‌حل دیگری منجر به اضمحلال جنبش صلیبی می‌شد.
وقتی که صلیبیون برای حرکت به تأخیر افتادهٔ خود آماده می‌شدند، رهبران آن‌ها پیشنهادی دریافت کردند. آلکسیوس آنجلیوس، شاهزادهٔ پناهندهٔ بیزانسی، نمایندگانی به سوی بارون‌های صلیبی روانه کرد و از آن‌ها خواست به وی کمک کنند. علت کمک خواستن وی، خلع پدرش، ایزاک دوم، از سلطنت توسط عمویش، آلکسیوس سوم، بود. آلکسیوس سوم پس از شکست دادن ایزاک، برادر و برادرزاده‌اش، آلکسیوس آنجلیوس، را زندانی کرد؛ اما شاهزاده جوان از زندان گریخت و به دربار فیلیپ سوآبی پناهنده شد. اکنون تقاضای او از صلیبیون این بود که او را در تحقق هدفش، مبنی بر پس گرفتن قدرت از دست عمویش، یاری کنند. او به رهبران صلیبی اطمینان داد که در عوض رسیدن به تاج و تخت، پاداش هنگفتی به صلیبیون بدهد و آن‌ها را در سفر به مصر یاری کند، که این پیشنهاد از نظر صلیبیون پیشنهادی جذاب بود، که سبب می‌شد تا صلیبیون از مشکلات مالی رها گردند.

## نبرد
اوایل اکتبر ۱۲۰۲ ناوگان بزرگی از صلیبیون آماده حرکت شد. انریکو داندلو نیز، خود را آماده سفر کرده بود تا صلیبیون را در جنگ همراهی کند. ناوگان عظیم دریایی پس از دریافت پیمان وفاداری و حمایت نظامی راه خود را در مسیر ساحل دالماسی در پیش گرفت. ۱۰ اکتبر، کشتی‌ها در سواحل شهر زادار لنگر انداختند و صلیبیون پس از پیاده شدن، خود را آماده محاصره کردند. مردم زادار که یارای مقابله با نیروهای صلیبی را نداشتند، نمایندگان خود را فرستادند، تا با انریکو داندلو برای شرایط تسلیم شدن، مذاکره کنند. انریکو با پیشنهاد نمایندگان زادار موافقت کرد و بعد، از آن‌ها جدا شد تا موضوع را با رهبران صلیبی در میان بگذارد. اما در غیاب انریکو، سیمون مونت فورت که از مخالفان تغییر مسیر به سمت زادار بود، با نمایندگان مذاکره کرد و اهالی زادار را از دوستی و همراهی صلیبیون به‌خصوص فرانسویان مطلع ساخت، بنابراین نمایندگان به شهر بازگشتند.
با بازگشت داندلو به همراه بارون‌ها و رهبران صلیبی، سیمون و گی ودو سرنی نامهٔ پاپ مبنی بر مخالفت وی با حملهٔ صلیبیون به شهر زادار برای رهبران صلیبی قرائت کردند. رهبران صلیبی که در شرایط دشواری قرار گرفته بودند، با توجه وعدهٔ خود به ونیزی‌ها و آگاهی از مخالفت‌های بی‌مورد سیمون، اعلام کردند که ونیزی‌ها را در حمله و تسخیر زادار یاری می‌کنند. سیمون نیز به همراه نیروهای خود از سپاه اصلی جدا شدند و دور از آن‌ها چادرهای خود را برافراشتند.
صلیبیون با تمام قوا به شهر حمله بردند و اهالی شهر در مقابل پارچهٔ صلیب‌دار از دیوار شهر آویختند، تا مشخص کنند که شهر تحت حمایت پاپ است؛ اما شهر پس از یک هفته تسلیم شد. پس از تصرف شهر، صلیبیون به غارت شهر پرداختند و تمامی غنائمی را که به دست آوردند را بین فرانک‌ها و ونیزی‌ها تقسیم کردند.
پس از سقوط زادار، جنگ چهارم صلیبی توسط پاپ مورد تکفیر قرار گرفت. صلیبیون فرانسوی فوراً نمایندگان خود را به رم فرستادند، تا از پاپ طلب بخشایش کنند. اینوست نیز از ندامت و پشیمانی آن‌ها، حکم خود مبنی بر تکفیر جنگ چهارم را لغو کرد و تمامی نیروهای صلیبی را بخشید. اما ونیزی‌ها از اعتراف به گناه خودداری می‌کردند و دلیل آن‌ها این بود که فتح زادار برای ایجاد ثبات در قلمروشان، حق آن‌ها بوده‌است. پاپ رسماً ونیزی‌ها را، که نصف بیشتر ارتش را تشکیل می‌دادند، تکفیر کرد. اما به فرانک‌ها اجازه داد تا سفر خود به همراه آن‌ها را ادامه دهند.

## پس از جنگ

### غارت قسطنطنیه
۱ ژانویه سال ۱۲۰۳، از جانب آلکسیوس آنجلیوس، نمایندگان فیلیپ سوابی، امپراتور مقدس روم و همسر ایرنه آنجلینا خواهر آلکسیوس آنجلیوس، وارد زادار شدند. آن‌ها پس از بازگویی داستان کودتای آلکسیوس سوم، از صلیبیون تقاضا کردند که به کمک شاهزاده بیزانس روند و وی را در رسیدن به تخت حکومت یاری رسانند. آلکسیوس آنجلیوس نیز قول داده بود که در قبال این خدمت و کمک، کلیسای یونان را تحت فرمان کلیسای روم قرار دهد، با ارتشی بالغ بر ۱۰ هزار نفر به جنگ صلیبیی ملحق شود، به‌طور ثابت ۵۰۰ شوالیه را در سرزمین مقدس نگه دارد و ۲۰۰ هزار مارک نقره به صلیبیون بپردازد. این پیشنهاد در نظر صلیبیون جذاب بود، زیرا قرارداد حمل و نقل نیروهای صلیبی با ونیزی‌ها در ماه ژوئن به پایان می‌رسید و آن‌ها هنوز بدهی اولین سال خود را پرداخت نکرده بودند. اگر آن‌ها به آلکسیوس کمک می‌کردند، بر مسند فرمانروایی خود بنشیند، عمل جوانمردانه و صحیحی انجام می‌دادند و به این ترتیب هم از فقر نجات پیدا می‌کردند و هم سپاه صلیبی را برای مأموریتش در شرق تقویت می‌کردند. برخلاف تمام جذابیتی که این پیشنهاد داشت، اکثر نیروهای صلیبی میلی به پذیرش آن نداشتند؛ چرا که آن‌ها تازه برای حمله زادار مورد بخشایش قرار گرفته بودند و نمی‌خواستند دوباره خشم پاپ را برانگیزند. سپاه تا همین‌جا نیز خیلی تأخیر کرده بود و اکثر آن‌ها از انتظار بیش از این خسته شده بودند.
بونیفاس مونفروا، بالدوین فلاندرز، لوییز بلوایی و هوگ سن پل، بدون حمایت سربازان عادی ارتش، قراردادی امضا کردند که طبق آن صلیبیون متعهد می‌شدند که آنجلیوس را در تلاش برای سلطنت بیزانس یاری کنند. این تصمیم‌گیری با مخالفت شدیدی روبه‌رو شد. صدها نفر با خشم از ارتش خارج شدند و راه خود را به سوی سرزمین مقدس در پیش گرفتند. صدها نفر دیگر به کلی از مبارزه دست شستند و به سرزمین خود بازگشتند و آن‌هایی که باقی مانده بودند، به هیچ وجه با یکدیگر متحد، یکپارچه و هماهنگ نبودند. اگرچه سربازان عادی سرانجام به تغییر مسیر به سوی قسطنطنیه رضایت دادند، اما اصرار داشتند که فقط مدت کوتاهی در آنجا بمانند و بعد با سرعت تمام به سوی شرق مدیترانه حرکت کنند.

### منابع اولیه

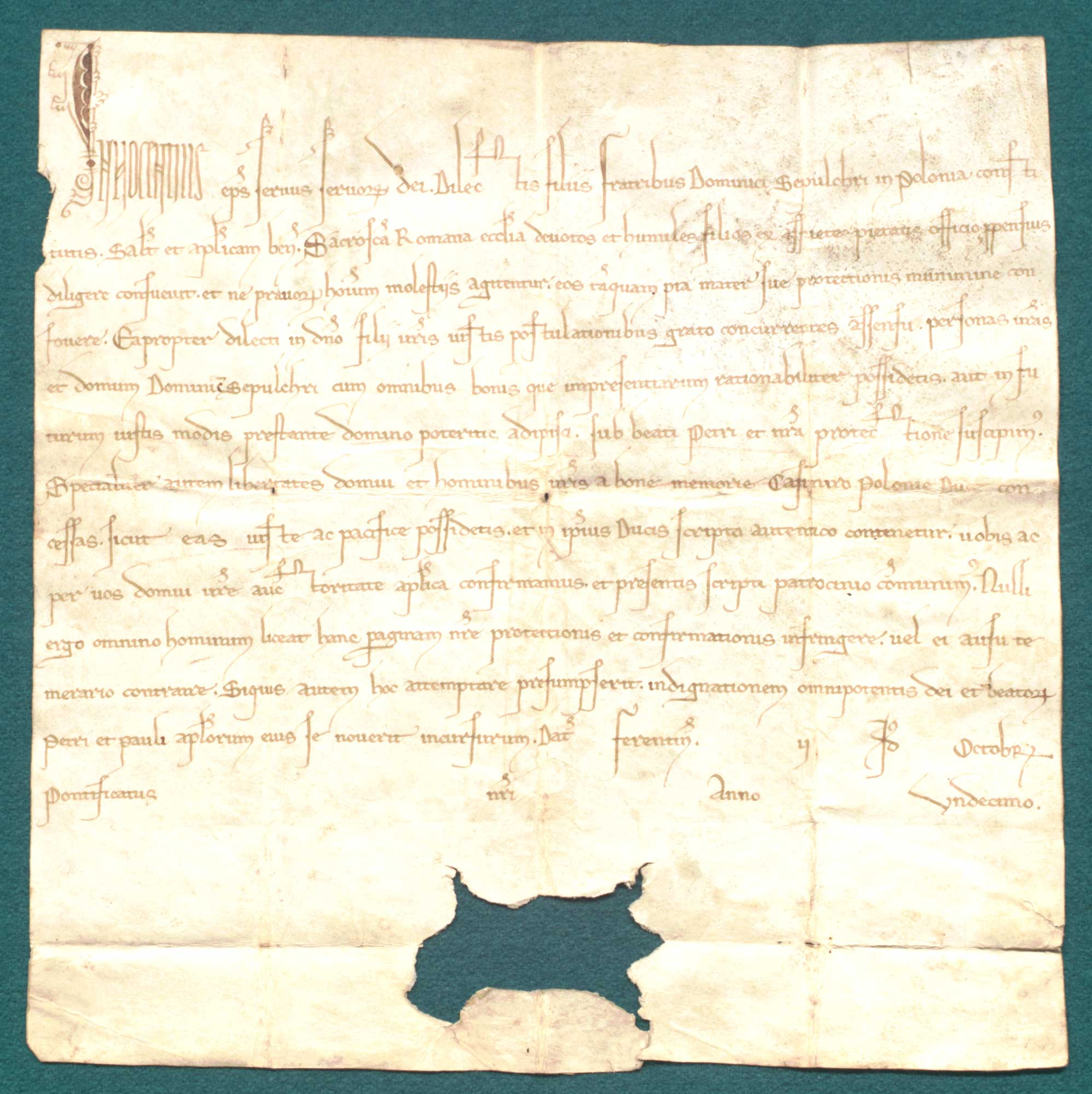
سندی به زبان لاتین مرتبط با پاپ اینوسنت سوم

## منبع‌شناسی